# 恋うたドラマSP
恋うたドラマSP（こいうたドラマスペシャル）は、TBSの深夜ドラマの特別番組の冠タイトルである。2008年には10月6日から8日まで3日間連続で放送され、2009年には9月29日・30日の二夜連続で放送される。

## 2008年

### 概要
日本のシンガーソングライターである竹内まりやの楽曲を題材とし、楽曲のタイトルをサブタイトルとして3夜連続でドラマを制作。また、ドラマ放送前に先立って発売された自身のアルバム「Expressions」のCMには、それぞれ主演を務めた加藤ローサ、伊東美咲、財前直見が出演している。
ヒロインたちが聴いているラジオ番組のDJ役でトータス松本が全話出演している。また、第3夜の主演を務めた財前直見の産休後復帰作にもなっている。全話の最後ではメインキャストが竹内まりやに向けてデビュー30周年のお祝いメッセージを贈り、竹内まりやが自ら楽曲にまつわるエピソードを語っている（声のみ）。
毎日放送の当該時間には、『痛快!明石家電視台』、『よゐこ部』、『ジャイケルマクソン』が通常放送されたが、時差ネットという形で、第1話を同年10月18日、第2・3話を翌19日に2話続けて放送した。毎日放送以外ではテレビ高知でも時差ネットを行っている。

### 各話概要

#### 第1夜「カムフラージュ」
2008年10月6日　23:59〜24:59 (JST) に放映、視聴率は4.2%。
20代の恋愛を描く。主題歌は「カムフラージュ」。
あらすじ
さくらは彼氏の周作と付き合い始めて1年半になるが、浮気癖のある周作に何度浮気をされても、何も言わず我慢していた。そんなある日、さくらのパソコンにChakuraと名乗る相手からメールが届き、チャットに誘われる。「チャクラ君」はさくらが幼い頃から愚痴をこぼしていた空想の存在。現実にいるはずはないのに、さくらはChakuraにだけは本音を話せるようになっていく。
南さくら - 加藤ローサ
幼い頃から不思議なものが見えたりした不思議系の女の子。父子家庭で育った。周作が浮気をするたびに観葉植物が部屋に増えていっている。
笹倉祐樹 - 勝地涼
周作の友達。システムエンジニア。海外留学中の彼女がいる。
前田周作 - 夕輝壽太
さくらの彼氏。浮気癖があるが、曰く「『ハニー』と呼ぶのはさくらだけ」。
高峰百合 - 亜希子
さくらの同僚。周作のことを好きになってしまう。
ラジオDJ - トータス松本
さくらが良く聴いているラジオのDJ。
山本健一 - 小倉久寛
さくらの会社の上司。

#### 第2夜「元気を出して」
2008年10月7日　24:24～25:24 (JST) に放映、視聴率は3.4%。
30代の恋愛を描く。主題歌は「元気を出して」。
あらすじ
ファッション雑誌の編集部員・多美子はバリバリ頑張っていたが、突然、「ジミヘン」と呼ばれる健康雑誌の編集部に異動となる。年配の編集部員ばかりの環境に辟易していたが、社内清掃のバイトをしている智之と出逢い、何かが変わっていった。そんなある日、大手出版社のライバル誌と特集内容が重なり、些細な行き違いから、多美子は智之がその情報を横流ししたのではと疑ってしまう。
野村多美子 - 伊東美咲
東都出版の編集部員。厄年を迎え、社長と小泉に健康雑誌に対する失言を聞かれ、突然ファッション雑誌の編集部から健康雑誌「毎日晴れ晴れ」の副編集長に異動となる。なお「毎日晴れ晴れ」編集部での副編集長の役職は、あくまでも人事異動させるための名前だけの肩書き。
入江智之 - 瀬川亮
共同メンテナンスの清掃員で、東都出版の社内清掃をしている。オーロラを観に行く資金を貯めるために昼間も掛け持ちで仕事をしている。ライバル出版社・城内出版でフリーのカメラマンをしていた過去がある。
モーリス前田 - 前田健
オカマのスタイリスト。多美子が入社した頃からの付き合いで、多美子を「タミー」と呼ぶ。
土屋亜沙美 - 猫背椿
多美子と同期入社でライバル。人事異動でファッション雑誌「Clochette」のデスクに昇進。
沢村悟 - 森下能幸
「毎日晴れ晴れ」の編集長。
和田茂 - 沼田爆
「毎日晴れ晴れ」の副編集長。
猪原和彦 - 松元ドカン
「毎日晴れ晴れ」の副編集長。
宮畑嘉子 - 関えつ子
「毎日晴れ晴れ」の副編集長。読者モデルだったのを沢村が抜擢した「健康の達人」。
ラジオDJ - トータス松本
多美子が良く聴いているラジオのDJ。
小田えり - 尾崎亜衣
亜沙美の部下。
小泉出版部長 - 北見敏之
多美子を異動させた張本人。事あるごとにウインクする癖がある。
東都出版社長 - 加島潤
田辺悌之 - 島津健太郎
工事現場監督。
清掃員 - 越村友一
智之が勤めていた共同メンテナンスの清掃員。
ほか

#### 第3夜「純愛ラプソディ」
2008年10月8日　23:59～24:59 (JST) に放映、視聴率は5.2%。
40代の恋愛を描く。主題歌は「純愛ラプソディ」。
あらすじ
四十路を間近に控えた派遣社員の真理は、いまだに独身。ある日、友人の陽子が入会しているフィットネスクラブに出かけた真理は、そこで出会った18歳年下の若いインストラクター・和也と恋に落ち、ときめきが蘇るが…。
沢井真理 - 財前直見
派遣社員。未婚で、理想の男性は市川雷蔵。母親が倒れたのを機にヘルパーの資格を取得。陽子に誘われたフィットネスクラブで和也と出会う。
伊崎和也 - 里中隼人
体育大学の4年生。フィットネスクラブでインストラクターをしている。
来元純子 - 萩尾みどり
政夫の友人でレストランのオーナー。
伊崎政夫 - 大和田伸也
和也の父親。
ラジオDJ - トータス松本
真理が良く聴いているラジオのDJ。
佐野陽子 - 清水美沙
真理の友人。
たっくん - 眞島秀和
陽子の7歳年下の彼氏。
高野ゆか - 信川清順
派遣社員。
須藤亜由美 - 仁平裕子
派遣社員。
後藤 - 伊藤幸純
フィットネスクラブでトレーニング中、苦しみ出して倒れるが、真理が早期の処置を行い、命を取り留めた。

### オールスタッフ
- 脚本：村上桃子（第1夜）、山本むつみ（第2夜）、井上登紀子（第3夜）
- 演出：吉田秋生（第1夜）、川嶋龍太郎（第2夜）、金子与志一（第3夜）
- 技術協力：フォーチュン
- 美術協力：フジアール
- 第2夜撮影協力：主婦の友社
- プロデューサー：鈴木早苗、壁谷悌之、雑賀俊郎
- 製作：TBS、泉放送制作

## 2009年
絢香の「三日月」をモチーフとして、2話とも遠距離恋愛をテーマとしている。

### 各話概要

#### 第1夜 絢香「三日月」×成海璃子
2009年9月29日　23:59〜24:59 (JST) に放映。
あらすじ
ピアニスト志望だがその志が折れかけている女子高生と、建築家を目指してアメリカの大学に留学中の彼氏。遠距離恋愛の二人は約束の日に再会するが…。
滝井香澄 - 成海璃子
附属高校に在学中。ピアニストを志しているが、実績が川崎音楽コンクール入賞しかなく、国立の音楽大学への進学が無理だと言われ、その夢を諦めようとしていた。
堀川圭 - 田中圭
建築家を目指し、アメリカ留学中。一年ぶりに香澄と会う約束をしていた。
香澄の母 - 石井めぐみ
学費がかかるため、香澄が私立の音楽大学へ進学することを反対している。
おばあさん - 星野晶子
香澄と圭がデート中に出会い、彼女の家を捜してあげる。
良子 - 石橋菜津美
香澄の友人。

#### 第2夜 絢香「三日月」×谷村美月
2009年9月30日　23:59〜24:59 (JST) に放映。
あらすじ
夢のために東京で踏ん張る地方出身の女性と、女性との結婚を夢見て地元で暮らす彼氏。女性の目の前に、彼氏と正反対の魅力を持つ男性が現れる。二人の男性の間で女性の心が揺れる。
島田遥夏 - 谷村美月（幼少期：石井心愛）
東京で派遣社員として暮らしながらジュエリーデザイナーを志望しているが、不採用の連続に心が折れかけている。
森省吾 - 内田朝陽
遥夏が合コンで出会ったサラリーマン。要領が悪くいつもイジられている。
橋本智之 - 袴田吉彦（幼少期：渡辺健介）
遥夏の彼氏。仙台で実家の農業を継ぎ、遥夏との結婚を夢見ている。ちょっと強引気味。
近藤浩二 - 山崎樹範
飯島ケン - 鈴木拓
2人とも省吾の先輩。一緒に合コンに参加。
リエ - 黒坂真美
季里子 - 江田めぐみ
2人とも遥夏の友人で、地方出身者。地元に彼氏がいながら東京で合コンをして別の男をハントする「遠恋クラブ」を結成している。偶然出会った遥夏を遠恋クラブに誘う。
遥夏の上司 - 骨川道夫
足裏マッサージ店店員 - すぎもとみさき

### オールスタッフ
- 脚本：牧野圭祐（第1夜）、泉澤陽子（第2夜）
- 演出：吉田秋生（第1夜、第2夜）
- 劇中音楽編曲：中島靖雄
- 劇中音楽プロデュース：近藤貴亮
- 技術協力：フォーチュン、ブル
- 美術協力：フジアール
- 照明協力：Kカンパニー
- プロデューサー：鈴木早苗、志村彰、佐野奈緒子
- 製作：TBS、The icon